# NGC 2341
NGC 2341 is een spiraalvormig sterrenstelsel in het sterrenbeeld Tweelingen. Het hemelobject werd op 10 november 1864 ontdekt door de Duitse astronoom Albert Marth.

## Synoniemen
- UGC 3708
- MCG 3-19-3
- ZWG 86.6
- KCPG 125A
- IRAS07062+2041
- PGC 20259